# 山下清司
山下 清司（やました きよし、1957年11月13日 - ）は、日本の政治家。岐阜県関市長（1期）、長良川鉄道株式会社代表取締役社長。

## 略歴
岐阜県関市生まれ。岐阜県立武義高等学校、東京農業大学農学部卒業後、1980年に関市役所に入庁。商工課長や市長公室長などを経て、2019年11月から2023年8月まで副市長を務めた。
2023年9月10日投開票の、関市長選挙に立候補。12年ぶりの選挙戦（前回、前々回は無投票）となり、市長選では引退を表明した尾関健治市長の政策継承を掲げ、各種団体などから幅広い支持を得た山下が、経営コンサルトの三輪知生との一騎打ちを大差で制し初当選した。
当日有権者数は7万115人（男性3万4062人、女性3万6053人）。投票率は40.3%。前回選挙戦となった2011年を21.73ポイント下回った。
得票数は山下：20886票、三輪：7103票だった。

## 政策
2023年の市長選では、「現市政の継続と発展」を掲げ、企業誘致や育児支援、市中心部の区画整理、市立学校の大規模改修などを訴えた。